# Шушуфінді – Кіто (продуктопровід)
Шушуфінді — Кіто (продуктопровід) — трубопровідна система на північному сході Еквадору, призначена для транспортування зрідженого нафтового газу та низькооктанового бензину з газопереробного заводу Шушуфінді та розташованого поблизу нафтопереробного заводу Amazonas до столиці країни.
В 1970-х роках на північному сході Еквадору розпочалась розробка низки нафтових родовищ, в ході якої також видобували попутній газ. В той же час, зріджений нафтовий газ (пропан-бутан) в Еквадорі, як і в цілому по Латинській Америці, є одним з найбільш популярних видів палива із застосуванням у сфері комунальних та транспортних потреб. Для доставки цього палива на захід до столичного регіону вирішили спорудити трубопровід Шушуфінді — Кіто. Як і більшість еквадорських трубопроводів для транспортування ЗВГ, він є багатоцільовим продуктопроводом, оскільки здійснює також прокачування інших видів палива.
Участь у фінансуванні проекту взяв Inter-American Development Bank, який затвердив виділення необхідних коштів у 1978 році. Прокладання продуктопроводу, який пройшов в одному коридорі із спорудженим раніше Трансеквадорським нафтопроводом, завершили у 1981 році.
Його довжина становить приблизно 300 км (187 миль), діаметр труб 150 мм. Станом на 1991 рік потужність системи складала 6,7 тисяч барелів на день. При цьому через неї транспортувалось лише 12-15 % попутного газу, тоді як інший на нафтових родовищах переважно спалювався. Тому у 2000 році компанія Petroecuador оголосила тендер на розширення продуктопроводу Шушуфінді — Кіто. Станом на 2015 рік він міг транспортувати до 20 тисяч барелів на день.
Трубопровід проходить через Анди, для яких характерна висока сейсмічна та вулканічна активність. У березні 1987 року внаслідок двох землетрусів була повністю зруйнована 18-кілометрова ділянка. В ході наступної відбудови провели заміну 44 км труб.